# Ханс Берндт II фон Малтцан
Ханс Берндт II фон Малтцан (на немски: Hans Berndt II. von Maltzan; * 5 май 1687 във Волде в Мекленбург-Предна Померания; † 13 юни 1747 във Волде) е благородник от стария род Малтцан от Мекленбург, наследствен господар на Волде, Дуков, Ротмансхаген и Цетемин в Мекленбург-Предна Померания.
Той е големият син на кралския шведски съветник, наследствен маршал в Предна Померания Конрад Ханс Якоб фон Малтцан (1650 – 1719) и съпругата му Доротея Тугендрайх фон Волфрадт (1661 – 1724), дъщеря на Херман фон Волфрадт (1629 – 1684) и Кристина Ренскиолд (1640 – 1681).
Брат е на фрайхер Аксел Албрехт фон Малтцан (1693 – 1781), Барбара Елеонора фон Малтцан, омъжена за
Хайнрих Леополд фон Малтцан, и на Кристина Елизабет фон Малтцан (1682 – 1747), омъжена 1706 г. за
Георг Фридрих фон Винтерфелд (1670 – 1720).

## Фамилия
Ханс Берндт II фон Малтцан се жени на 24 юни 1715 г. за Мария София фон Валдов (* 22 юли 1696, Даненвалде; † 21 юни 1739, Волде), дъщеря на Адолф Фридрих фон Валдов цу Вербен, обершенк в Мекленбург-Щрелиц (1659 – 1717) и Ева София фон Вулфен (1665 – 1714). Те имат един син::
- Дитрих Кристоф Густав фон Малтцан (* 16 септември 1726; † 18 декември 1775), следва право, кралски пруски съветник, женен за Густава Магдалена фон Малтцан, сестра на Карл Густав II фон Малтцан (1735 – 1818), дъщеря на Густав Адолф фон Малтцан (1698 – 1766) и Кристиана Мария фон Грабов (1695 – 1767); имат син